# اف‌اس‌ال
اف اس ال یا FSL (به انگلیسی: مخفف واژه FMRIB Software Library) نام جعبه‌ایزار نرم‌افزاری (مجموعه‌ای از نرم‌افزارهای تحلیلی) است که برای کاربردهای پژوهش مغز در علوم تصویربرداری پزشکی ساخته شده‌است.
این مجموعه نرم‌افزاری که توسط گروه مدلسازی وآنالیز مرکز تصویربرداری کارکردی مغز (FMRIB) در دانشگاه آکسفورد طراحی شده‌است برای محیطهای لینوکس نوشته شده و احتیاج به نصب یک ماشین مجازی (virtual machine) برای راه اندازی در محیط ویندوز دارد.
این بانک نرم‌افزاری دارای ابزار تحلیلی (analyzing tools) فراوانیست که به منظور پردازش تصاویر ام آر آی، اف ام آر آی، و دی تی آی طراحی گردیده. مهمترین این ابزار عبارتند از:
- FAST
- FLIRT
- BET
- SUSAN
- FEAT
- MELODIC ICA
- FDT
- POSSUM
- FSL VIEW

این نرم‌افزار برای داونلود و استفاده رایگان می‌باشد.